# ویتور پریرا (بازیکن فوتبال، زاده ۱۹۸۵)
ویتور پریرا (انگلیسی: Vítor Pereira؛ زادهٔ ۸ ژانویهٔ ۱۹۸۵) بازیکن فوتبال اهل پرتغال است.
از باشگاه‌هایی که در آن بازی کرده‌است می‌توان به باشگاه فوتبال توندلا اشاره کرد.